# Hiromi Yano
Hiromi Yano, född 5 januari 1955 i Yamanashi, är en japansk före detta volleybollspelare.
Yano blev olympisk guldmedaljör i volleyboll vid sommarspelen 1976 i Montreal.